# Ichneumon tricolor
Ichneumon tricolor là một loài tò vò trong họ Ichneumonidae.